# Prototípus programtervezési minta
A prototípus programtervezési minta a szoftverfejlesztésben egy létrehozási programtervezési minta.

## Szerkezete

UML class diagram describing the prototype design pattern

## Sekély és mély klónozás
A minta lényege a klónozás, azaz az eredeti objektummal megegyező új példány létrehozása. Az egyszerű értékadás erre nem alkalmas, mivel az csak az objektum hivatkozását másolja le, melynek eredményeképpen  az eredeti példány és másolata ugyanoda hivatkozik.
Két típust különböztetünk meg, a sekély és a mély klónozást. A sekély klónozás esetében az osztály által hivatkozott objektumokat ugyanúgy másoljuk, mint elemi típusú tulajdonságait. A mély klónozásnál az osztály által hivatkozott objektumokat is klónozzuk.
Példa C# nyelven:
```
class
 
Ember
 
{

	
private
 
String
 
név
;

	
private
 
Ember
[]
 
barátok
;

	
public
 
Ember
 
DeepCopy
()
 
{

		
Ember
 
clone
 
=
 
new
 
Ember
();

		
clone
.
név
 
=
 
név
;

		
clone
.
barátok
 
=
 
(
Ember
[])
 
barátok
.
Clone
();

		
return
 
clone
;

	
}

	
public
 
Ember
 
ShallowCopy
()
 
{

		
Ember
 
clone
 
=
 
new
 
Ember
();

		
clone
.
név
 
=
 
név
;

		
clone
.
barátok
 
=
 
barátok
;

		
return
 
clone
;

	
}

	
public
 
Ember
 
ShallowCopy2
()
 
{

		
return
 
(
Ember
)
 
MemberwiseClone
();

	
}

}

```

A sekély klónozást a C# nyelv a MemberwiseClone() metódussal segíti, ami az Object osztály része, így minden osztály örökli. Ezért tudtunk a sekély klónozásra két verziót adni a fenti példában.

## Ökölszabályok
A létrehozási minták gyakran átfedik, máskor kiegészítik egymást. Például vannak esetek, amikor értelme van a prototípusnak és az absztrakt gyártónak is. Az absztrakt gyártó máskor prototípusokat tárolhat, és azok klónozásával hozhatja létre a terméket (GoF, 126). Az absztrakt gyártó, az építő és a prototípus használhat egykéket az implementációjukhoz  (GoF, 81, 134). Az absztrakt gyártókat gyakran gyártó metódusok valósítják meg (létrehozás örökléssel), de lehetnek delegáltak is (prototípusokkal) (GoF, 95).
A tervek eleinte gyakran gyártó metódust tartalmaznak, amit ha kell, lecserélnek absztrakt gyártóra, prototípusra, építőre (GoF, 136).
A prototípus nem igényel öröklődést, de inicializációt igen. A gyártó metódus nem igényel inicializációt, de öröklődést igen  (GoF, 116).
A sok összetétel és díszítő mintát használó tervek számára gyakran előnyös a prototípus is (GoF, 126).
Ha valódi másolatot szeretnénk az objektumról, akkor használjunk klónozást. A másolat azt jelenti, hogy nem ugyanaz az objektum, de olyan, mint az eredeti. Ha az objektum még új, tehát még nem végeztünk rajta állapotváltoztató műveletet, akkor hívhatunk konstruktort is, megfelelő paraméterekkel, de ez többszálú környezeten ellenjavallt. Az atomi tulajdonság biztosítására is hasznos a klón, mivel a műveleteket a klónon végezzük, és csak sikeres esetben cseréljük le az eredetit a másolatra, amin immár az újabb műveletek is el vannak végezve. Tipikus példa a bankszámla.

## Szemléltetés
Az alábbi kódban egy autógyár osztályhierarchiáján keresztül szemléltetjük a technikát. Az autógyárnak osztályhierarchiájának ki kell tudnia szolgálni mind a teherautó, mind pedig a sportkocsigyártást.
A forráskódban a sekély klónozásra látunk példát, kétféle módszerrel. Ha a MemberwiseClone() metódust használjuk, akkor elegendő az ősosztályban megírni a Clone() metódust. Ha nem, akkor minden alosztályban megvalósítandó.

### C# forráskód
```
using
 
System
;

namespace
 
ConsoleApplication63
 
{

	
public
 
abstract
 
class
 
Gépkocsi
:
 
ICloneable
 
{

		
private
 
string
 
_Tipus
;

		
public
 
string
 
Tipus
 
{

			
get
 
{

				
return
 
_Tipus
;

			
}

			
set
 
{

				
_Tipus
 
=
 
value
;

			
}

		
}

		
private
 
int
 
_UtasokSzama
;

		
public
 
int
 
UtasokSzama
 
{

			
get
 
{

				
return
 
_UtasokSzama
;

			
}

			
set
 
{

				
_UtasokSzama
 
=
 
value
;

			
}

		
}

		
private
 
double
 
_TankMeret
;

		
public
 
double
 
TankMeret
 
{

			
get
 
{

				
return
 
_TankMeret
;

			
}

			
set
 
{

				
_TankMeret
 
=
 
value
;

			
}

		
}

		
private
 
string
 
_Szin
;

		
public
 
string
 
Szin
 
{

			
get
 
{

				
return
 
_Szin
;

			
}

			
set
 
{

				
_Szin
 
=
 
value
;

			
}

		
}

		
public
 
Gépkocsi
(
string
 
tipus
,
 
int
 
utasokszama
,
 
double
 
tankmeret
)
 
{

			
this
.
Tipus
 
=
 
tipus
;

			
this
.
_UtasokSzama
 
=
 
utasokszama
;

			
this
.
_TankMeret
 
=
 
tankmeret
;

		
}

		
public
 
object
 
Clone
()
 
{

			
return
 
this
.
MemberwiseClone
();

		
}

		
/*

                public virtual object Clone()

                {

                        Gépkocsi uj = new Gépkocsi(Tipus, UtasokSzama, TankMeret);

                        uj.Szin = Szin;

                        return uj;

                }*/

		
public
 
override
 
string
 
ToString
()
 
{

			
return
 
Tipus
 
+
 
" "
 
+
 
UtasokSzama
 
+
 
" "
 
+
 
TankMeret
 
+
 
" "
 
+
 
Szin
;

		
}

	
}

	
public
 
class
 
Versenyautó
:
 
Gépkocsi
 
{

		
private
 
int
 
_Vegsebesseg
;

		
public
 
int
 
Vegsebesseg
 
{

			
get
 
{

				
return
 
_Vegsebesseg
;

			
}

			
set
 
{

				
_Vegsebesseg
 
=
 
value
;

			
}

		
}

		
public
 
Versenyautó
 
(
string
 
t
,
 
int
 
u
,
 
double
 
tm
,
 
int
 
vegsebesseg
):
 
base
(
t
,
 
u
,
 
tm
)
 
{

			
this
.
Vegsebesseg
 
=
 
vegsebesseg
;

		
}

		
/*

                public override object Clone()

                {

                        Versenyautó uj =

                        new Versenyautó(Tipus, UtasokSzama, TankMeret, Vegsebesseg);

                        uj.Szin = Szin;

                        return uj;

                }*/

		
public
 
override
 
string
 
ToString
()
 
{

			
return
 
base
.
ToString
()
 
+
 
" "
 
+
 
Vegsebesseg
;

		
}

	
}

	
public
 
class
 
Teherautó
:
 
Gépkocsi
 
{

		
private
 
double
 
_Teherbiras
;

		
public
 
double
 
Teherbiras
 
{

			
get
 
{

				
return
 
_Teherbiras
;

			
}

			
set
 
{

				
_Teherbiras
 
=
 
value
;

			
}

		
}

		
public
 
Teherautó
 
(
string
 
t
,
 
int
 
u
,
 
double
 
tm
,
 
double
 
teherbiras
):
 
base
(
t
,
 
u
,
 
tm
)
 
{

			
this
.
Teherbiras
 
=
 
teherbiras
;

		
}

		
/*

                 public override object Clone()

                 {

                        Teherautó uj =

                        new Teherautó(Tipus, UtasokSzama, TankMeret, Teherbiras);

                        uj.Szin = Szin;

                        return uj;

                 }*/

		
public
 
override
 
string
 
ToString
()
 
{

			
return
 
base
.
ToString
()
 
+
 
" "
 
+
 
Teherbiras
;

		
}

	
}

	
public
 
class
 
Gyar
 
{

		
public
 
Gépkocsi
[]
 
sorozatgyartas
(
Gépkocsi
 
g
,
 
string
 
sz
,
 
int
 
db
)
 
{

			
Gépkocsi
[]
 
temp
 
=
 
new
 
Gépkocsi
[
db
];

			
for
 
(
int
 
i
 
=
 
0
;
 
i
 
<
 
db
;
 
i
++
)
 
{

				
temp
[
i
]
 
=
 
(
Gépkocsi
)
 
g
.
Clone
();

				
temp
[
i
].
Szin
 
=
 
sz
;

			
}

			
return
 
temp
;

		
}

	
}

	
class
 
Program105
 
{

		
static
 
void
 
Main
(
string
[]
 
args
)
 
{

			
//a versenyautó és a teherautó prototípus létrehozása

			
Gépkocsi
 
prototipus1
 
=
 
new
 
Versenyautó
 
(
"Aston Martin"
,
 
4
,
 
180
,
 
220
);

			
Gépkocsi
 
prototipus2
 
=
 
new
 
Teherautó
 
(
"Csepel"
,
 
3
,
 
200
,
 
1000
);

			
Gyar
 
gyartosor
 
=
 
new
 
Gyar
();

			
// legyárt 10 piros versenyautót

			
Gépkocsi
[]
 
vk
 
=
 
gyartosor
.
sorozatgyartas
(
prototipus1
,
 
"Piros"
,
 
10
);

			
foreach
(
Versenyautóv
 
in
 
vk
)
 
{

				
Console
.
WriteLine
(
v
);

			
}

			
// legyárt 20 szürke teherautót

			
Gépkocsi
[]
 
tk
 
=
 
gyartosor
.
sorozatgyartas
(
prototipus2
,
 
"Szürke"
,
 
20
);

			
foreach
(
Teherautót
 
in
 
tk
)
 
{

				
Console
.
WriteLine
(
t
);

			
}

			
Console
.
ReadLine
();

		
}

	
}

}

```

### Java példa
Az alábbi kód objektumokat készít prototípus alapján.
```
public
 
abstract
 
class
 
Prototype
 
{

    
public
 
abstract
 
Prototype
 
clone
();

}

    

public
 
class
 
ConcretePrototype1
 
extends
 
Prototype
 
{

    
@Override

    
public
 
Prototype
 
clone
()
 
{

        
return
 
super
.
clone
();

    
}

}

public
 
class
 
ConcretePrototype2
 
extends
 
Prototype
 
{

    
@Override

    
public
 
Prototype
 
clone
()
 
{

        
return
 
super
.
clone
();

    
}

}

```

## Fordítás
Ez a szócikk részben vagy egészben  a   Prototype pattern című angol Wikipédia-szócikk fordításán alapul.  Az eredeti cikk szerkesztőit annak laptörténete sorolja fel. Ez a jelzés csupán a megfogalmazás eredetét és a szerzői jogokat jelzi, nem szolgál a cikkben szereplő információk forrásmegjelöléseként.